# جي ماكينرني
جي ماكينرني (بالإنجليزية: Jay McInerney)‏ روائي أمريكي وسيناريست ومحرر وكاتب مقالات.
من رواياته: أضواء براقة مدينة كبيرة، قصة حياتي، شلالات البريق، وآخر الهمجيين.
وكتب السيناريو للفيلم المأخوذ عن قصته «أضواء براقة مدينة كبيرة» عام 1988، وكذلك شارك في كتابة السناريو للفيلم التلفزيوني «جيا» المأخوذ عن نفس الرواية وبطولة أنجلينا جولي.

## روابط خارجية
- جي ماكينرني على موقع IMDb (الإنجليزية)
- جي ماكينرني على موقع إن إن دي بي (الإنجليزية)
- جي ماكينرني على موقع قاعدة بيانات الفيلم (الإنجليزية)